# Дрыгин, Андрей Сергеевич
Андре́й Сергее́вич Дры́гин (род. 12 июня 1977 года, Красноярск) — таджикский горнолыжник, участник трёх Олимпийских игр.

## Биография
Выступать в соревнованиях под эгидой FIS Дрыгин начал только с середины 1990-х, а на Олимпийские игры пробился только в 2002 году. Попутно он дебютировал на Кубке мира, став первым таджиком в этом соревновании.
На Олимпиаде-2002 Дрыгин стал первым в истории Таджикистана участником зимней Олимпиады. Он выступил в супергиганте и гигантском слаломе, но оба раза не смог финишировать.
Через четыре года, на Играх в Турине Дрыгин был единственным участником и знаменосцем сборной Таджикистана. Он выступал в скоростных видах и в гигантском слаломе. В обоих скоростных дисциплинах он стал 51-м, а в гигантском слаломе сошёл в первой попытке.
На Олимпиаде в Ванкувере Дрыгин не стартовал только в комбинации, а лучшим его результатом стало 44-е место в супергиганте.

## Статистика выступлений на Олимпийских играх
| Олимпийские игры    | Скоростной спуск | Супергигант | Гигантский слалом | Слалом | Комбинация |
| ------------------- | ---------------- | ----------- | ----------------- | ------ | ---------- |
| Солт-лейк-Сити 2002 | —                | DNF         | DNF2              | —      | —          |
| Турин 2006          | 51               | 51          | DNF1              | —      | —          |
| Ванкувер 2010       | 59               | 44          | 57                | DNF1   | —          |